# Francis Bousquet

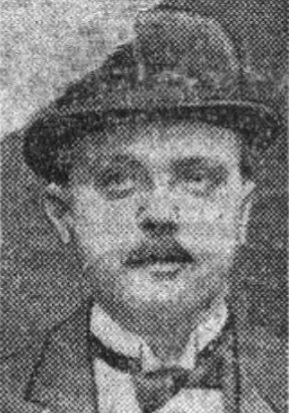
Porträt von Francis Bousquet (1923)

Francis Bousquet (* 9. September 1890 in Marseille; † 21. Dezember 1942 in Roubaix) war ein französischer Komponist.
Bousquet studierte am Conservatoire de Paris bei Xavier Leroux, André Gedalge und Charles-Marie Widor. Nach der Unterbrechung durch den Ersten Weltkrieg nahm er 1919 seine Ausbildung wieder auf und beteiligte sich in den folgenden Jahren dreimal am Wettbewerb um den Prix de Rome, wobei er zweimal einen zweiten Preis und 1923 mit der Kantate Béatrix den Zweiten Premier Grand Prix gewann.
Nach dem mit dem Preis verbundenen Aufenthalt in der Villa Medici in Rom wurde er 1926 Direktor des Konservatoriums von Roubaix. Damit wurde er einer der Nachfolger seines Großvaters Julien Koszul, der hier den Komponisten Albert Roussel in Harmonielehre unterrichtet hatte. Bousquet führte am Konservatorium concours d’honneurs ein und gründete die Association symphonique du Conservatoire. Außerdem war Gründer der Association des directeurs des conservatoires nationaux de France, deren Ehrenpräsident er wurde.
Bousquet komponierte neben mehreren Opern und einem Ballett vorwiegend sinfonische Werke.

## Werke
- Zorriga, Oper
- Sarati le Terrible, Oper nach einem Roman von Jean Vignaud, Uraufführung 1928 an der Opéra-Comique
- Mon oncle Benjamin, musikalische Komödie, Libretto von Georges Ricou nach dem Roman von Claude Tillier, UA 1942 an der Opéra-Comique
- L’Esclave, Ballett
- Soirs d’Afrique, Orchestersuite
- Concerto ibérique
- Suite symphonique
- Hannibal-Symphonie

| Personendaten    | Personendaten           |
| ---------------- | ----------------------- |
| NAME             | Bousquet, Francis       |
| KURZBESCHREIBUNG | französischer Komponist |
| GEBURTSDATUM     | 9. September 1890       |
| GEBURTSORT       | Marseille               |
| STERBEDATUM      | 21. Dezember 1942       |
| STERBEORT        | Roubaix                 |